# 200 опробованных рецептов блюд, пирогов и других хозяйственных дел
«200 опро́бованных реце́птов блюд, пирого́в и други́х хозя́йственных дел» (рум. «200 rețete cercate de bucate, prăjituri și alte trebi gospodărești») — первая кулинарная книга, напечатанная на румынском языке. Вышла в 1841 году в Яссах в издательстве «Cantora Foiei Sătești» и была переиздана дважды в течение первых пяти лет: в 1842 и 1846 годах. Издание 1842 года было идентичным первому, третье издание включало несколько исправлений.

## Авторы
Имена авторов книги не были указаны. При этом, предупреждение в первом издании о преследовании по всей строгости закона за перепечатку было подписано инициалами K. N. — M. K. В своей новелле «Потерянные иллюзии», напечатанной в том же году и тем же издателем, Михаил Когэлничану упоминает, что он и господин K. N. совместно опубликовали книгу, которая ниспровергает все установленные обычаи и порядки страны и которая должна произвести кулинарную революцию во всей Молдове. Ни для кого в Яссах не было секретом, что книгу написали двое молодых аристократов из Молдавского княжества, в будущем известные писатели и политические деятели Румынии Костаке Негруцци и Михаил Когэлничану .

## История
Единственным источником рецептов на румынском языке, предшествующим этому сборнику, фактически являлась рукопись «Книга, в которой блюда из рыбы и раков, устриц, улиток, овощей, зелени и другие сухие и сладкие блюда описаны в соответствии с их порядком», датированная концом XVII века и передававшаяся с дополнениями из поколения в поколение до XIX века. Она первоначально принадлежала библиотеке Великого стольника Княжества Валахия Константина Кантакузино, и иногда авторство приписывают ему. Существует также мнение, что рукопись относится к первой половине XVIII века и является переводом с итальянского. Впервые она была опубликована в 1997 году в книге «Мир в поваренной книге: Рукопись брынковянской эпохи».

## О книге
В новелле «Потерянные иллюзии» Когэлничану также пишет, что авторы рассчитывают на высокую репутацию среди поваров и на титул новаторов кулинарного искусства в Молдове. Рецепты действительно бросали вызов устоявшимся обычаям региона. По мнению известного историка кулинарии Генри Нотакера, молодые авторы были полны решимости просветить молдавское общество, вводя новые и революционные кулинарные техники с Запада.
Нотакер отмечает, что история и традиции были важны для национальных движений, и публикации кулинарных книг на национальных языках имели большое значение. Первая кулинарная книга на исландском была напечатана в 1800 году, на греческом — в 1828, на финском — в 1834 и словацком — в 1871. При этом они не были собранием народных блюд, рецепты заимствовались из европейских кухонь с более длинной традицией.

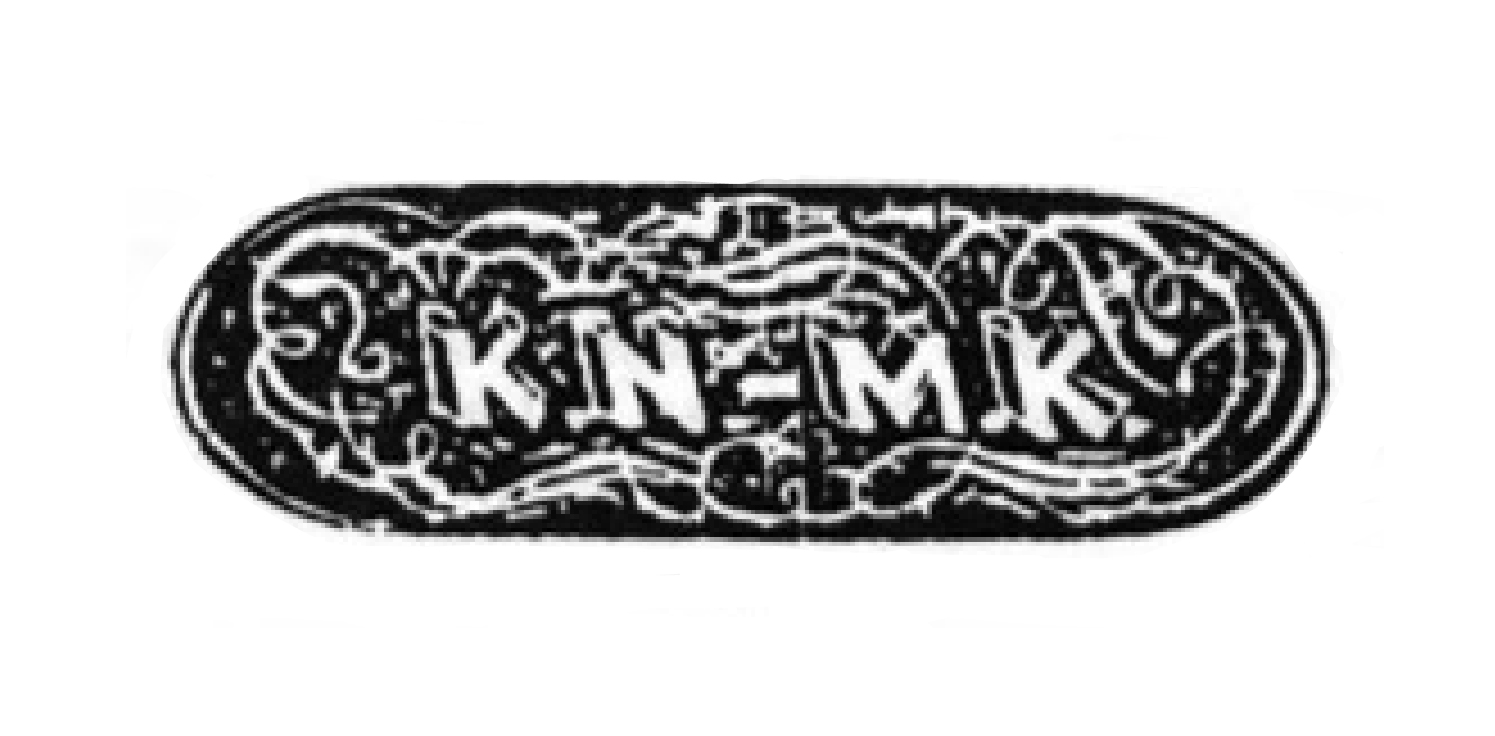
Монограмма авторов на первом издании 1841 года

Наряду с небольшим количеством традиционных блюд, первая румынская книга содержит рецепты из современной австрийской, венгерской, французской и немецкой кухонь. Часть рецептов взяты из австрийской кулинарной книги Анны Хофбауэр и так называемой венгерской национальной кулинарной книги Иштвана Цифрая (или, возможно, из общего источника). 
Согласно названию книги, рецепты являются опробованными. Это не означает обязательно авторами. Формулировка «опробованы и проверены» может использоваться в старых европейских кулинарных книгах, указывая, что рецепты были протестированы и усовершенствованы с течением времени, поэтому являются надёжными и эффективными.
Книга представляет различные кулинарные области очень неравномерно, с почти полным отсутствием рыбных рецептов и значительным количеством десертов, включая пудинги, торты и желе.
Книга напечатана переходным шрифтом, использующим как кириллические, так и латинские буквы. Язык отражает особенности словоупотребления и произношения в Молдове XIX века. В книге преимущественно используется старая система мер и весов Молдовы, основанная на османской системе мер.

## Историческое значение
Книга является ценным историческим документом, отразившим кухню, язык и образ жизни Молдовы первой половины XIX века. Как первая кулинарная книга на румынском языке, она сыграла значительную роль в установлении кулинарной терминологии.
Через три десятилетия многие рецепты из книги были скопированы Екатериной Стериади для её книги «Добрая хозяйка». Книга была впервые напечатана латинским алфавитом в 1973 году, после этого переиздавалась в Румынии ещё минимум семь раз. В 2023 году вышел комментированный английский перевод книги, а в 2025 — комментированное двуязычное  румынско-русское издание.
Проект Moldova Brunch проводит в Яссах фестивали, на которых воспроизводятся блюда из книги «200 опробованных рецептов…».

## Список изданий
- Costache Negruzzi, Mihail Kogălniceanu. 200 rețete cercate de bucate, prăjituri și alte trebi gospodărești (рум.). — Iași: Cantora Foiei Sătești, 1841.
- Costache Negruzzi, Mihail Kogălniceanu. 200 rețete cercate de bucate, prăjituri și alte trebi gospodărești (рум.). — Ed. 2. — Iași: Cantora Foiei Sătești, 1842.
- Costache Negruzzi, Mihail Kogălniceanu. 200 rețete cercate de bucate, prăjituri și alte trebi gospodărești (рум.). — Ed. 3. — Iași: Tipografia Institutului Albinei, 1846.
- Mihail Kogălniceanu, Costache Negruzzi. 200 rețete cercate de bucate, prăjituri și alte trebi gospodărești (рум.) / Titus Moraru. — Cluj-Napoca: Dacia, 1973. — 204 с.
- Mihail Kogălniceanu, Costache Negruzzi. Carte de bucate boierești: 200 rețete cercate de bucate, prăjituri și alte trebi gospodărești (рум.). — Cluj-Napoca: Dacia, 1998.
- Costache Negruzzi, Mihail Kogălniceanu. 200 rețete cercate de bucate, prăjituri și alte trebi gospodărești (рум.). — Iași: Editura ALFA, 2004. — 150 с. — ISBN 973-8278-39-2.
- Mihail Kogălniceanu, Costache Negruzzi. 200 rețete cercate de bucate, prăjituri și alte trebi gospodărești (рум.). — Iași: Timpul, 2005.
- Mihail Kogălniceanu, Kostache Negruzzi. Carte de bucate boierești: 200 rețete cercate de bucate, prăjituri și alte trebi gospodărești (рум.) / Rodica Pandele. — București: Vremea, 2007. — 107 с. — ISBN 978-9736452802.
- Mihail Kogălniceanu, Costache Negruzzi. Carte de bucate boierești: 200 rețete cercate de bucate, prăjituri și alte trebi gospodărești (рум.). — Cluj-Napoca: Dacia XXI, 2011. — ISBN 978-606-8214-85-6.
- Mihail Kogălniceanu, Kostache Negruzzi. Carte de bucate boierești: 200 rețete cercate de bucate, prăjituri și alte trebi gospodărești (рум.). — București: Paideia, 2013. — 120 с. — ISBN 978-973-596-914-1.
- Mihail Kogălniceanu, Costache Negruzzi. 200 de rețete cercate de bucătărie românească și alte trebi gospodărești (рум.) / Liviu Papuc. — Iași: Editura Junimea, 2017. — 354 с. — ISBN 978-973-37-2039-3.
- Costache Negruzzi, Mihail Kogălniceanu. 200 Proven Recipes for Dishes, Pastries and Other Household Works (англ.) / Commented translation by Iurii Șvera. — KDP, 2023. — 150 p. — ISBN 979-8870261447.
- Константин Негруцци, Михаил Когэлничану. 200 опробованных рецептов блюд, пирогов и других хозяйственных дел / Комментированный перевод Шверы Юрия. — Кишинёв: Polisalm, 2025. — 480 с. — ISBN 9789975368469.